# Torre Angela (stacja metra)
Torre Angela – stacja na linii C metra rzymskiego. 
Stacja ma trzy główne wejścia: jedno na skrzyżowaniu Viale Duilio Cambellotti i Via Casilina oraz dwa wejścia na Via Giovanni Artusi i Via Antonio Perfetti, obsługujące obszary miejskie Tor Vergata i Torre Angela. Stacja obsługuje obszar Uniwersytetu Tor Vergata i sąsiadującej polikliniki.

## Historia
Budowa wystartowała w 2007. Stacja została otwarta 9 listopada 2014.